# Willem Kalf
Willem Kalf (3. november 1619 i Rotterdam – 31. juli 1693 i Amsterdam) var en hollandsk stillebens maler.
Kalf var elev af Hendrick Pot. Kalfs billeder med pokalernes, sølvfadenes, porcelænsskålenes eller de halvskrællede citroners kraftige farver lysende frem mod den mørke baggrund hører til den hollandske nature-morte-genres allersmukkeste frembringelser.